# Josef Klikar
Josef Klikar (3. října 1907 Rtyně v Podkrkonoší – 9. července 1942 Pardubice) byl český odbojář a spolupracovník výsadku Silver A popravený nacisty.

## Život

### Civilní život
Josef Klikar se narodil 3. října 1907 ve Rtyni v Podkrkonoší v okrese Trutnov v rodině Eduarda a Anny Klikarových. V roce 1914 se jeho rodina přestěhovala do Bohdašína, kde si postavila dům. Absolvoval obecnou školu a pak šel do učení. Do zaměstnání byl přijat Rtyňskou strojírenskou a obchodní firmou Šrejber-Kulda, kde pracoval jako zámečník.

### Protinacistický odboj
Po německé okupaci se Josef Klikar zapojil do odboje v rámci skupiny S 21 B. Učitel bohdašínské školy Ladislav Satran mu 28. června 1942 v době hrozící prohlídky poslal k ukrytí náhradní vysílačku radisty výsadku Silver A Jiřího Potůčka. Během pátrací akce po Potůčkovi byl 30. června gestapem zatčen a zároveň u něj byla provedena domovní prohlídka. Nic se ale nenašlo a Josef Klikar pří výslechu nic neprozradil a proto byl pro nedostatek důkazů 1. července propuštěn. Po návratu domů vysílačku zničil a její zbytky zakopal nedaleko svého bydliště v lese. Z dalších výpovědí se ale gestapo dozvědělo, že měl vysílačku u sebe a proto byl zatčen znovu. Ze strachu o osud rodiny se tentokrát přiznal a místo ukrytí zbytků vysílačky ukázal. Poté byl odvezen na úřadovnu gestapa do Hradce Králové. Popraven byl 9. července 1942 na pardubickém Zámečku společně s dalšími spolupracovníky Silver A z podkrkonoší. Jeho dům byl v roce 1943 zkonfiskován, dán do užívání německým obyvatelům a vdově Marii Klikarové vrácen až po skončení druhé světové války.